# 東経80度線
東経80度線（とうけい80どせん）は、本初子午線面から東へ80度の角度を成す経線である。北極点から北極海、アジア、インド洋、南極海、南極大陸を通過して南極点までを結ぶ。東経80度線は西経100度線と共に大円を形成する。

## 通過する地域一覧
東経80度線は、北極点から南極点まで南に向かって以下の場所を通っている。
| 地理座標                                             | 国土・領土・領海 | 備考 |
| ---------------------------------------------------- | ---------------- | --- |
| 北緯90度0分 東経80度0分 / 北緯90.000度 東経80.000度  | 北極海           | |
| 北緯81度7分 東経80度0分 / 北緯81.117度 東経80.000度  | カラ海           | |
| 北緯80度58分 東経80度0分 / 北緯80.967度 東経80.000度 | ロシア           | ウシャーコフ島（英語版） |
| 北緯80度50分 東経80度0分 / 北緯80.833度 東経80.000度 | カラ海           | ディクソン島（ ロシア）のすぐ西を通過                                                                                                   |
| 北緯72度11分 東経80度0分 / 北緯72.183度 東経80.000度 | ロシア           | |
| 北緯50度51分 東経80度0分 / 北緯50.850度 東経80.000度 | カザフスタン     | |
| 北緯44度58分 東経80度0分 / 北緯44.967度 東経80.000度 | 中華人民共和国   | 新疆ウイグル自治区 – 約18km |
| 北緯44度48分 東経80度0分 / 北緯44.800度 東経80.000度 | カザフスタン     | |
| 北緯42度22分 東経80度0分 / 北緯42.367度 東経80.000度 | キルギス         | |
| 北緯42度2分 東経80度0分 / 北緯42.033度 東経80.000度  | 中華人民共和国   | 新疆ウイグル自治区 |
| 北緯35度27分 東経80度0分 / 北緯35.450度 東経80.000度 | アクサイチン     | インドと 中華人民共和国が領有権を主張                                                                                                   |
| 北緯34度39分 東経80度0分 / 北緯34.650度 東経80.000度 | 中華人民共和国   | チベット自治区 |
| 北緯30度52分 東経80度0分 / 北緯30.867度 東経80.000度 | アクサイチン     | インドと 中華人民共和国が領有権を主張 – 約4km                                                                                           |
| 北緯30度50分 東経80度0分 / 北緯30.833度 東経80.000度 | インド           | ウッタラーカンド州 ウッタル・プラデーシュ州 マディヤ・プラデーシュ州 マハーラーシュトラ州 アーンドラ・プラデーシュ州 タミル・ナードゥ州 |
| 北緯12度14分 東経80度0分 / 北緯12.233度 東経80.000度 | インド洋         | ベンガル湾 |
| 北緯9度48分 東経80度0分 / 北緯9.800度 東経80.000度   | スリランカ       | ジャフナ半島 |
| 北緯9度36分 東経80度0分 / 北緯9.600度 東経80.000度   | インド洋         | ポーク海峡 |
| 北緯9度0分 東経80度0分 / 北緯9.000度 東経80.000度    | スリランカ       | |
| 北緯6度24分 東経80度0分 / 北緯6.400度 東経80.000度   | インド洋         | |
| 南緯60度0分 東経80度0分 / 南緯60.000度 東経80.000度  | 南極海           | |
| 南緯68度2分 東経80度0分 / 南緯68.033度 東経80.000度  | 南極大陸         | オーストラリア南極領土（ オーストラリアが領有権主張）                                                                                   |